# Charassonotus
Charassonotus is een kevergeslacht uit de familie van de boktorren (Cerambycidae). De wetenschappelijke naam van het geslacht werd voor het eerst geldig gepubliceerd in 1969 door Quentin & Villiers.

## Soorten
Charassonotus is monotypisch en omvat slechts de volgende soort:
- Charassonotus hulstaerti (Burgeon, 1930)